# 魏应
魏應（?—?），字君伯。任城（今山东济宁）人，東漢今文經經學家。
漢光武帝建武初年至洛阳，學習《詩經》，荐举明经科。授济阴国（今山东定陶）文学官。不久以疾辭官。
明帝永平初年（58年），成为博士，历官侍中，永平十三年，任大鸿胪，十八年，任光禄大夫。
建初四年（79年），拜五官中郎将。建初四年（75年）冬，參與漢章帝時期在洛邑白虎觀舉行的著名白虎觀之會。終官骑都尉，病卒任上。

## 延伸阅读
[在维基数据编辑]
 《後漢書·卷79下》，出自范晔《後漢書》
 《東觀漢記》